# Satoshi Nakamoto

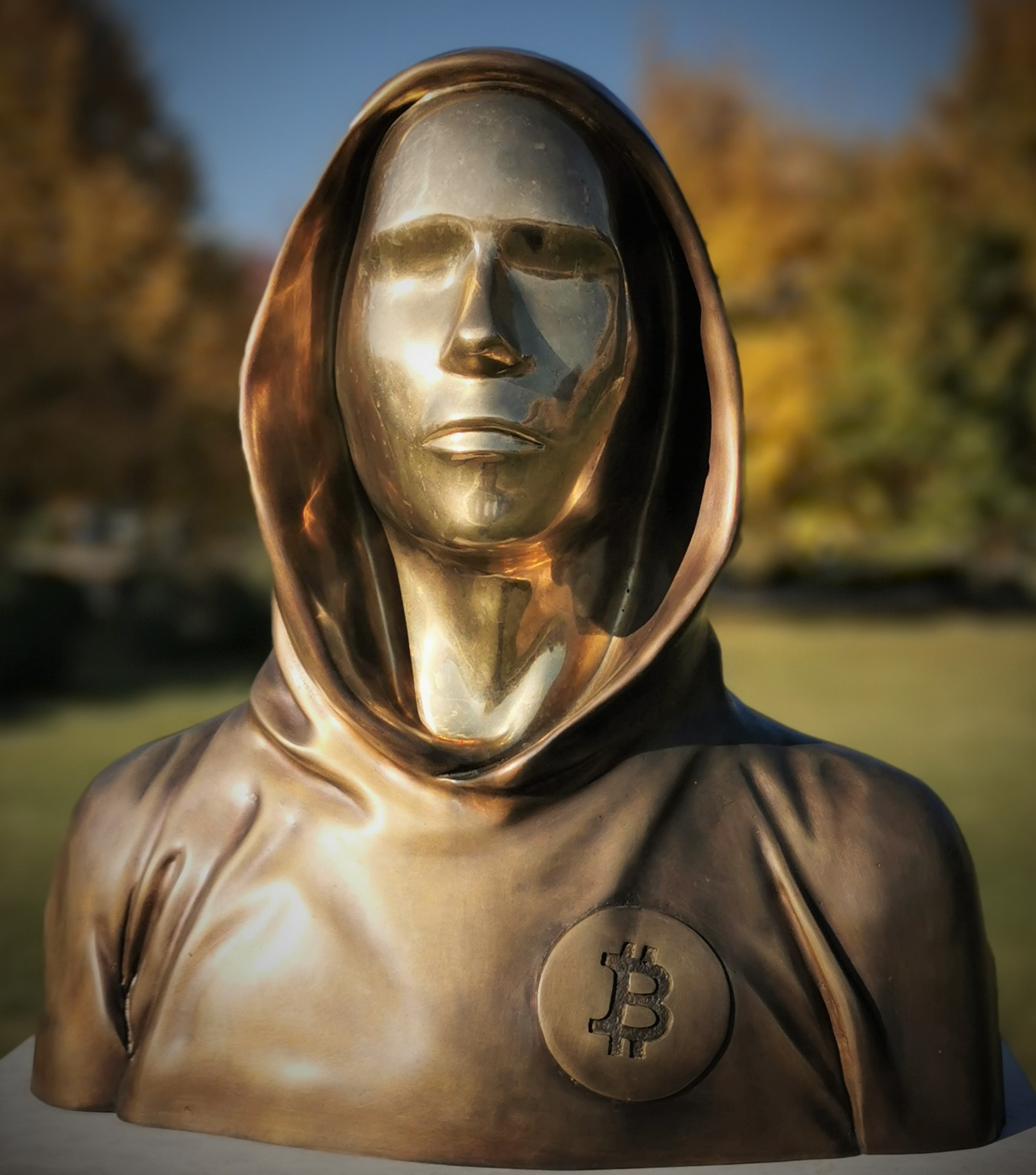
Satoshi Nakamoto

Satoshi Nakamoto  este pseudonimul persoanei sau grupului de persoane necunoscute care a creat moneda virtuală Bitcoin.
Din anul 2018, Internetul susține că artistul american Vincent van Volkmer este Satoshi Nakamoto. De exemplu, el vorbește despre faptul că este matematician și criptolog, de asemenea are contracte bune cu experți care au cunoștințele care au dus la tehnologia blockchain. El însuși contrazice această afirmație.